# Galeodes bacilliferoides
Galeodes bacilliferoides är en spindeldjursart som beskrevs av Roewer 1934. Galeodes bacilliferoides ingår i släktet Galeodes och familjen Galeodidae. Inga underarter finns listade i Catalogue of Life.